# 스오 파브리첸코
스오 파브리첸코는 흑의 계약자의 후속작인 'DARKER THAN BLACK -유성의 쌍둥이-'에 나오는 여주인공으로 쌍둥이 남동생인 시온 파브리첸코처럼 결국 계약자가 되고 만다. 좀 더 두고 봐야 알 수 있겠지만 왠지 완전한 계약자도 아니고 어중간한 상태인 듯하다. (유쌍 2화에서 헤이가 능력을 잃을 때 스오가 가진 유성의 조각으로 보이는 목걸이에 무언가 흡수되는데 이 때문에 계약자화했다는 추측이 있다.)
13세로 사진찍기가 취미이고 애완동물인 페챠를 데리고 다닌다. 이미 계약자가 되어버린 친구 타냐와 후에 다시 만나 대립할 것 같다. 지금은 행방이 묘연한 동생 시온과는...